# TrioSono
Das TrioSono ist ein deutsch-japanisches Klaviertrio. Seit es 2012 in Leipzig gegründet wurde, entfaltete es eine rege Konzerttätigkeit hauptsächlich im deutschsprachigen Raum und legte 2016 mit Found seine Debüt-CD beim Label GENUIN vor. Diese enthält neben dem Klaviertrio C-Dur (Hob XV:27) von Joseph Haydn auch die Weltersteinspielungen von Werken dieser Gattung von Friedrich Schneider und August Klughardt.

## Mitglieder
Hiroko Kudo (Piano), Karl Heinrich Niebuhr (Violine), Matthias Wilde (Violoncello)